# Isolar II – The 1978 World Tour
Isolar II – The 1978 World Tour (auch bekannt als The Low / Heroes World Tour oder The Stage Tour) war eine weltweite Konzerttournee des britischen Singer-Songwriters David Bowie, bei der er seine beiden 1977 veröffentlichten Studioalben Low und “Heroes” vorstellte.

## Hintergrund
David Bowie startete seine Isolar II Tour am 29. März 1978 in San Diego und beendete sie am 12. Dezember des gleichen Jahres in Tokio. Sie führte ihn und seine Band durch Nordamerika, Europa, Asien und erstmals in seiner Konzertkarriere auch nach Australien und Neuseeland und beinhaltete insgesamt 77 Auftritte.
Das Bühnenbild der vorherigen Isolar – 1976 Tour mit Leuchtstoffröhrenbeleuchtung wurde verfeinert und erweitert. Als Requisite wurde eine große Struktur geschaffen, die die Bühne umgab und im Takt der Musik pulsierte – ruhiger bei langsamen Instrumentalstücken und hektischer bei dynamischen Kompositionen.
Ursprünglich plante Bowie, für die Tourneeband seinen langjährigen Kollaborateur Brian Eno für seine Begleitband zu verpflichten, dieser sagte jedoch ab und begründete dies mit „gesundheitlichen Beschwerden“. Da Bowie sehr in die Entwicklung der Bühnenshow involviert war, blieben ihm und seiner Band letztendlich nur zwei Wochen für die musikalischen Proben. Ursprünglich war geplant, in der Mitte der Setlist das gesamte Album The Rise and Fall of Ziggy Stardust and the Spiders from Mars zu spielen und obwohl Bowie die Musiker in seiner Band dazu anleitete, alle Stücke des Albums zu erlernen, wurden letztendlich jedoch nur wenige Lieder von Ziggy Stardust gespielt.
Das Konzert in Marseille am 27. Mai 1978 musste aufgrund einer durchgebrannten PA-Anlage kurzzeitig unterbrochen werden. Ironischerweise ereignete sich dieser Kurzschluss während der Darbietung des Stücks Blackout.
Der ozeanische Teil der Tour umfasste Bowies erste Konzertauftritte in Australien und seine ersten großen Freiluftkonzerte. Bei den ersten beiden dortigen Terminen wurde der Tour-Keyboarder Roger Powell durch Dennis Garcia vertreten.
Ende der 1980er Jahre bekannte Bowie in einem Interview, dass einige der Lieder, die er 1978 live spielte, auf der Bühne etwas schwermütig gewesen seien und bezog sich dabei insbesondere auf einige lange Instrumentalstücke wie Warszawa.

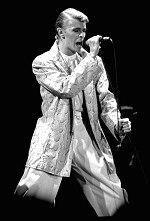
David Bowie bei einem Auftritt in Oslo am 5. Juni 1978

## Liveaufnahmen
Die Konzerte in Philadelphia, Providence und Boston im April/Mai 1978 wurden für Bowies Livealbum Stage aufgezeichnet.
Anlässlich des Record Store Day am 21. April 2018 erschien zudem Welcome to the Blackout (Live London ’78), das am 30. Juni und 1. Juli 1978 im Londoner Earls Court aufgenommen wurde.

## Setlist

### Beispiel-Setlist
- Warszawa
- “Heroes”
- What in the World
- Be My Wife
- The Jean Genie
- Blackout
- Sense of Doubt
- Speed of Life
- Breaking Glass
- Beauty and the Beast
- Fame
- Five Years
- Soul Love
- Star
- Hang On to Yourself
- Ziggy Stardust
- Suffragette City
- Rock ’n’ Roll Suicide
- Art Decade
- Station to Station
- Stay
- TVC 15
- Rebel Rebel

## Tourdaten
| Nr.                  | Datum               | Stadt               | Land                | Veranstaltungsort                  |
| Leg 1 – Nordamerika  | Leg 1 – Nordamerika | Leg 1 – Nordamerika | Leg 1 – Nordamerika | Leg 1 – Nordamerika                |
| -------------------- | ------------------- | ------------------- | ------------------- | ---------------------------------- |
| 1                    | 29. März 1978       | San Diego           | Vereinigte Staaten  | Sports Arena                       |
| 2                    | 30. März 1978       | Phoenix             | Vereinigte Staaten  | Arizona Veterans Memorial Coliseum |
| 3                    | 2. April 1978       | Fresno              | Vereinigte Staaten  | Selland Arena                      |
| 4                    | 3. April 1978       | Inglewood           | Vereinigte Staaten  | The Forum                          |
| 5                    | 4. April 1978       | Inglewood           | Vereinigte Staaten  | The Forum                          |
| 6                    | 5. April 1978       | Oakland             | Vereinigte Staaten  | Coliseum Arena                     |
| 7                    | 6. April 1978       | Inglewood           | Vereinigte Staaten  | The Forum                          |
| 8                    | 9. April 1978       | Houston             | Vereinigte Staaten  | The Summit                         |
| 9                    | 10. April 1978      | Dallas              | Vereinigte Staaten  | Convention Center                  |
| 10                   | 11. April 1978      | Baton Rouge         | Vereinigte Staaten  | LSU Assembly Center                |
| 11                   | 13. April 1978      | Nashville           | Vereinigte Staaten  | Municipal Auditorium               |
| 12                   | 14. April 1978      | Memphis             | Vereinigte Staaten  | Mid-South Coliseum                 |
| 13                   | 15. April 1978      | Kansas City         | Vereinigte Staaten  | Municipal Auditorium               |
| 14                   | 17. April 1978      | Chicago             | Vereinigte Staaten  | Arie Crown Theater                 |
| 15                   | 18. April 1978      | Chicago             | Vereinigte Staaten  | Arie Crown Theater                 |
| 16                   | 20. April 1978      | Detroit             | Vereinigte Staaten  | Cobo Hall                          |
| 17                   | 21. April 1978      | Detroit             | Vereinigte Staaten  | Cobo Hall                          |
| 18                   | 22. April 1978      | Richfield           | Vereinigte Staaten  | Coliseum                           |
| 19                   | 24. April 1978      | Milwaukee           | Vereinigte Staaten  | MECCA Arena                        |
| 20                   | 26. April 1978      | Pittsburgh          | Vereinigte Staaten  | Civic Arena                        |
| 21                   | 27. April 1978      | Landover            | Vereinigte Staaten  | Capital Center                     |
| 22                   | 28. April 1978      | Philadelphia        | Vereinigte Staaten  | Spectrum                           |
| 23                   | 29. April 1978      | Philadelphia        | Vereinigte Staaten  | Spectrum                           |
| 24                   | 1. Mai 1978         | Toronto             | Kanada              | Maple Leaf Gardens                 |
| 25                   | 2. Mai 1978         | Ottawa              | Kanada              | Civic Centre                       |
| 26                   | 3. Mai 1978         | Montréal            | Kanada              | Forum                              |
| 27                   | 5. Mai 1978         | Providence          | Vereinigte Staaten  | Civic Center                       |
| 28                   | 6. Mai 1978         | Boston              | Vereinigte Staaten  | Boston Garden                      |
| 29                   | 7. Mai 1978         | New York City       | Vereinigte Staaten  | Madison Square Garden              |
| 30                   | 8. Mai 1978         | New York City       | Vereinigte Staaten  | Madison Square Garden              |
| 31                   | 9. Mai 1978         | New York City       | Vereinigte Staaten  | Madison Square Garden              |
| Leg 2 – Europa       |                     |                     |                     |                                    |
| 32                   | 14. Mai 1978        | Frankfurt am Main   | Deutschland         | Festhalle                          |
| 33                   | 15. Mai 1978        | Hamburg             | Deutschland         | CCH                                |
| 34                   | 16. Mai 1978        | Berlin              | Deutschland         | Deutschlandhalle                   |
| 35                   | 18. Mai 1978        | Essen               | Deutschland         | Grugahalle                         |
| 36                   | 19. Mai 1978        | Köln                | Deutschland         | Sporthalle                         |
| 37                   | 20. Mai 1978        | München             | Deutschland         | Olympiahalle                       |
| 38                   | 22. Mai 1978        | Wien                | Osterreich          | Stadthalle                         |
| 39                   | 24. Mai 1978        | Paris               | Frankreich          | Pavillon de Paris                  |
| 40                   | 25. Mai 1978        | Paris               | Frankreich          | Pavillon de Paris                  |
| 41                   | 26. Mai 1978        | Lyon                | Frankreich          | Palais des Sports de Gerland       |
| 42                   | 27. Mai 1978        | Marseille           | Frankreich          | Palais des Sports                  |
| 43                   | 31. Mai 1978        | Kopenhagen          | Danemark            | Folketeatret                       |
| 44                   | 1. Juni 1978        | Kopenhagen          | Danemark            | Folketeatret                       |
| 45                   | 2. Juni 1978        | Stockholm           | Schweden            | Kungliga Tennishallen              |
| 46                   | 4. Juni 1978        | Göteborg            | Schweden            | Scandinavium                       |
| 47                   | 5. Juni 1978        | Oslo                | Norwegen            | Ekeberghallen                      |
| 48                   | 7. Juni 1978        | Rotterdam           | Niederlande         | Sportpaleis Ahoy’                  |
| 49                   | 8. Juni 1978        | Rotterdam           | Niederlande         | Sportpaleis Ahoy’                  |
| 50                   | 9. Juni 1978        | Rotterdam           | Niederlande         | Sportpaleis Ahoy’                  |
| 51                   | 11. Juni 1978       | Brüssel             | Belgien             | Forest National                    |
| 52                   | 12. Juni 1978       | Brüssel             | Belgien             | Forest National                    |
| 53                   | 14. Juni 1978       | Newcastle upon Tyne | England             | City Hall                          |
| 54                   | 15. Juni 1978       | Newcastle upon Tyne | England             | City Hall                          |
| 55                   | 16. Juni 1978       | Newcastle upon Tyne | England             | City Hall                          |
| 56                   | 19. Juni 1978       | Glasgow             | Schottland          | Apollo Theatre                     |
| 57                   | 20. Juni 1978       | Glasgow             | Schottland          | Apollo Theatre                     |
| 58                   | 21. Juni 1978       | Glasgow             | Schottland          | Apollo Theatre                     |
| 59                   | 22. Juni 1978       | Glasgow             | Schottland          | Apollo Theatre                     |
| 60                   | 24. Juni 1978       | Stafford            | England             | New Bingley Hall                   |
| 61                   | 25. Juni 1978       | Stafford            | England             | New Bingley Hall                   |
| 62                   | 26. Juni 1978       | Stafford            | England             | New Bingley Hall                   |
| 63                   | 29. Juni 1978       | London              | England             | Earls Court                        |
| 64                   | 30. Juni 1978       | London              | England             | Earls Court                        |
| 65                   | 1. Juli 1978        | London              | England             | Earls Court                        |
| Leg 3 – Australasien |                     |                     |                     |                                    |
| 66                   | 11. November 1978   | Adelaide            | Australien          | The Oval                           |
| 67                   | 14. November 1978   | Perth               | Australien          | Entertainment Centre               |
| 68                   | 15. November 1978   | Perth               | Australien          | Entertainment Centre               |
| 69                   | 18. November 1978   | Melbourne           | Australien          | Cricket Ground                     |
| 70                   | 21. November 1978   | Brisbane            | Australien          | Lang Park                          |
| 71                   | 24. November 1978   | Sydney              | Australien          | Showground at Moore Park           |
| 72                   | 25. November 1978   | Sydney              | Australien          | Showground at Moore Park           |
| 73                   | 29. November 1978   | Christchurch        | Neuseeland          | Queen Elizabeth II Park            |
| 74                   | 2. Dezember 1978    | Auckland            | Neuseeland          | Western Springs Stadium            |
| 75                   | 6. Dezember 1978    | Osaka               | Japan               | Koseinenkin Hall                   |
| 76                   | 7. Dezember 1978    | Osaka               | Japan               | Koseinenkin Hall                   |
| 77                   | 9. Dezember 1978    | Suita               | Japan               | Banpaku Hall                       |
| 78                   | 11. Dezember 1978   | Tokio               | Japan               | Nippon Budokan                     |
| 79                   | 12. Dezember 1978   | Tokio               | Japan               | NHK Hall                           |

## Band
- David Bowie: Gesang, Chamberlin
- Adrian Belew: Gitarre, Hintergrundgesang
- Carlos Alomar: Gitarre, Hintergrundgesang
- George Murray: Bass, Hintergrundgesang
- Dennis Davis: Schlagzeug, Percussion
- Roger Powell: Keyboards, Hintergrundgesang
- Sean Mayes: Klavier, Solina String Ensemble, Hintergrund
- Simon House: Violine